# Völcsej
Völcsej è un comune di 413 abitanti situato nella contea di Győr-Moson-Sopron, nell'Ungheria nordoccidentale.